# Genlock
Le signal Genlock (de l'anglais GENerator LOCK) est utilisé dans le domaine de la postproduction vidéo, du montage non linéaire (NLE) et dans les studios de diffusion. Il s'agit d'un signal émis par un générateur de synchronisation, une caméra ou une régie pour la synchronisation de tous les appareils d'un studio vidéo : caméras, magnétoscopes, titreurs, mélangeur... Les signaux vidéo sont ainsi tous calibrés sur une même base temporelle.
Cette fonction garantit le verrouillage (« Lock ») de la sortie sur un signal généré (« Gen ») en externe.
Le premier micro-ordinateur à avoir proposé une fonction de GENLOCK par boîtier externe a été l'Amiga 1000, commercialisé en 1985 par la société Commodore, spécificité qui lui a valu un grand succès chez les vidéastes amateurs et professionnels des années 1980-1990.